# ولی هیل (کارولینای شمالی)
ولی هیل (به انگلیسی: Valley Hill) شهری در ایالت کارولینای شمالی کشور ایالات متحده آمریکا است که جمعیت آن در سرشماری سال ۲۰۱۰ میلادی، ۲٬۰۷۰ نفر بوده‌است.